# Amt Mildenitz

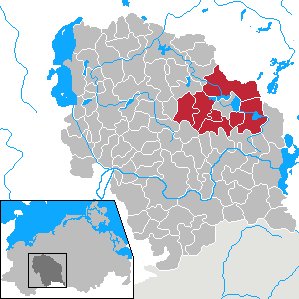
Amt Mildenitz im Landkreis Parchim

Im nach dem Fluss Mildenitz benannten Amt Mildenitz im ehemaligen Landkreis Parchim in Mecklenburg-Vorpommern waren seit 28. März 1992 die sieben Gemeinden Diestelow, Dobbertin, Langenhagen, Mestlin, Neu Poserin, Techentin und Wendisch Waren zur Erledigung ihrer Verwaltungsgeschäfte zusammengeschlossen. Der Sitz der Amtsverwaltung befand sich in der nicht amtsangehörigen Stadt Goldberg. Am 1. Januar 2005 fusionierte das Amt Mildenitz mit der Stadt Goldberg zum neuen Amt Goldberg-Mildenitz.